# Jakob Fals Nygaard
Jakob Fals Nygaard (født 3. august 1992) er dansk skuespiller.
Jakob er autodidakt skuespiller. Han har siden han var 12 år medvirket i flere filmproduktioner, og lagt stemme til både TV-reklamer, tegnefilm og live action serier, herunder en del Disney produktioner. 

## Filmografi
- Vikaren (2007)
- Den du frygter (2008)
- Karla og Katrine (2009)
- Far til Fire - på japansk (2010)

### Tv-serier
- Mikkel og Guldkortet (julekalender) (2008)
- Pagten (julekalender) (2009)

### Reklamer
- Storebror (biografreklame) (1999)

### Speak
- Pokemon (TV-reklame) (2007)
- Anders And bladet (TV-reklame) (2007-2008)

### Dubbing
- Higglytown Heroes (tegnefilm) (2006)
- Oliver Twist (2006)
- Percy, Buffalo Bill og Mig (Svensk film) (2006)
- Higglytown Heroes (tegnefilm) (2007)
- Jul i Svinget (Norsk julekalender) (2008)
- Shuriken School (tegnefilm) (2008)
- Ricky Sprocket (tegnefilm) (2008)
- Jetix Promo (2008)
- Ben 10 – Race Against Time (homevideo) (2008)
- Eliot Kid (tegnefilm) (2008)
- Fifi And The Flowertots (tegnefilm (2008)
- Cosmic Quantum Ray (tegnefilm (2008)
- The Suite Life on Deck (2008)
- Casper's Scare School (tegnefilm (2008)
- Night at the Museum 2 (trailer) (2009)
- Hello Kitty (tegnefilm) (2009)
- Neds Declassified (2009)
- Disney Channel Promo Spots (2009)
- iCarly (2009)
- The Suite Life on Deck (2009-2010)
- The Troop (2010)
- Neds Declassified (2010)
- I didn't do it (2015-2016)

## Eksterne links
- Jakob Fals Nygaard på Internet Movie Database (engelsk)
- Jakob Fals Nygaard på Filmdatabasen
- Jakob Fals Nygaard på danskefilm.dk
- Jakob Fals Nygaard på danskfilmogtv.dk
- Jakob Fals Nygaard på Svensk Filmdatabas (svensk)
- Jakob Fals Nygaard på AlloCiné (fransk)
- Jakob Fals Nygaard på The Movie Database (engelsk)
- Jakob Fals Nygaard på danskefilmstemmer.dk